# Iglesia de Nuestra Señora del Sagrado Corazón (Sídney)
La Iglesia de Nuestra Señora del Sagrado Corazón (en inglés: Our Lady of the Sacred Heart Church) es una iglesia católica situada en Randwick, un suburbio de Sídney (Nueva Gales del Sur, Australia).En concreto, se encuentra en la calle Avoca, adyacente al centro comercial de la zona.
Fue diseñada por Shireen y Hennessy en estilo neogótico y fue construida en 1888. Se levantó fundamentalmente con ladrillo, pero tiene adornos y remates de piedra arenisca, y una aguja en su lado sur.
En el interior, hay un techo de madera atado y una vidriera detrás del altar. Cerca del altar se encuentran una capilla octogonal de estilo gótico y el santuario.
La iglesia es un edificio catalogado como protegido. El edificio de arenisca que tiene al lado es conocido como Ventnor y pertenece a la Iglesia, que lo sigue utilizando a día de hoy. Fue construido en 1870 y allí vivió George Kiss, alcalde de Randwick. También es considerado patrimonio histórico.
La parroquia Nuestra Señora del Sagrado Corazón, en Randwick, y la parroquia Santa Margarita María, en Randwick Norte, son parroquias católicas bajo el cuidado de los Misioneros del Sagrado Corazón y comparten una herencia y una administración comunes en la Arquidiócesis Católica Romana de Sídney. Las parroquias están ubicadas dentro de un centro urbano muy activo e incluyen dos escuelas secundarias católicas regionales, dos escuelas primarias parroquiales, un gran complejo hospitalario público docente, una importante universidad e instalaciones para el cuidado de ancianos.

## Véase también

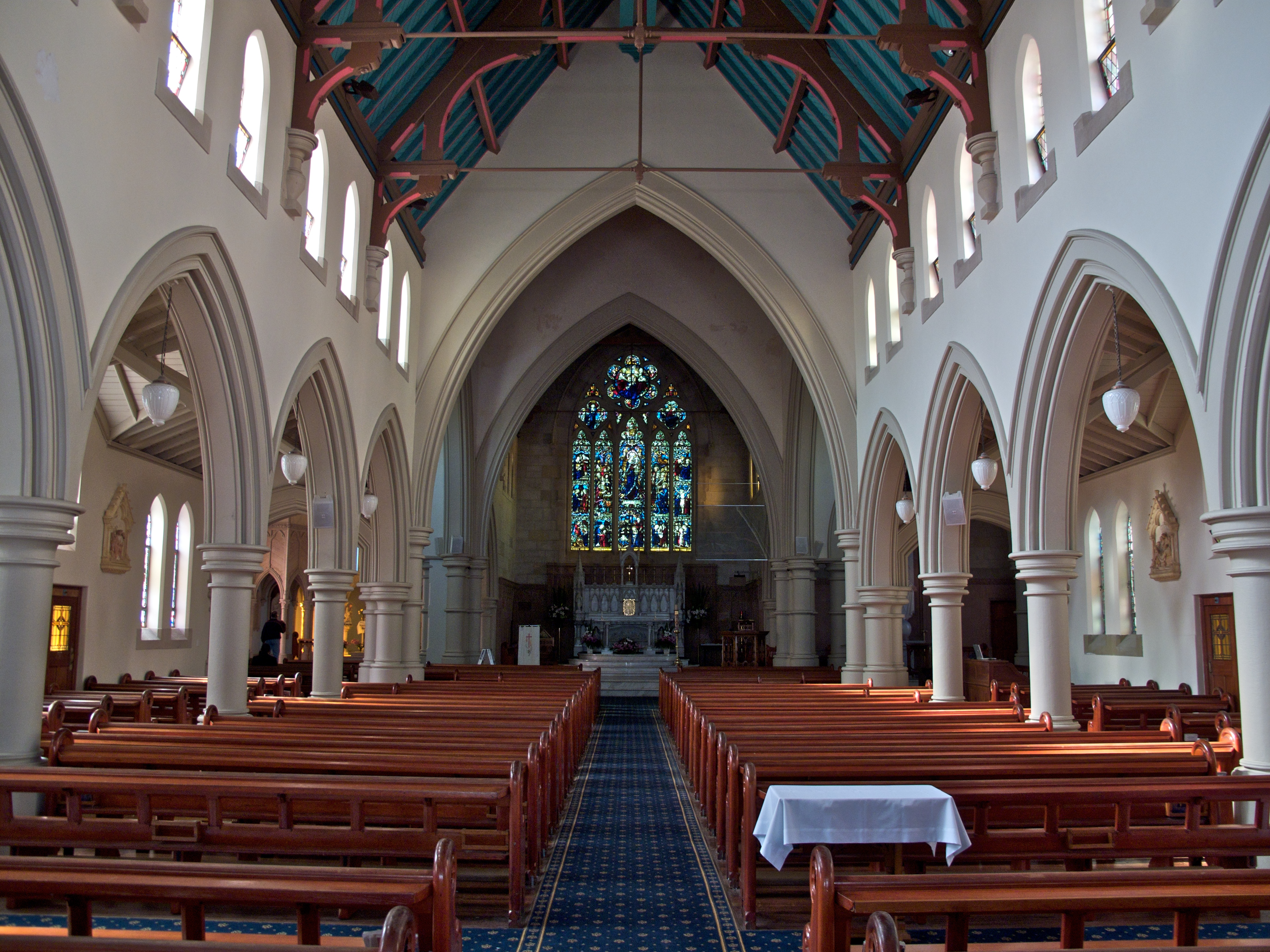
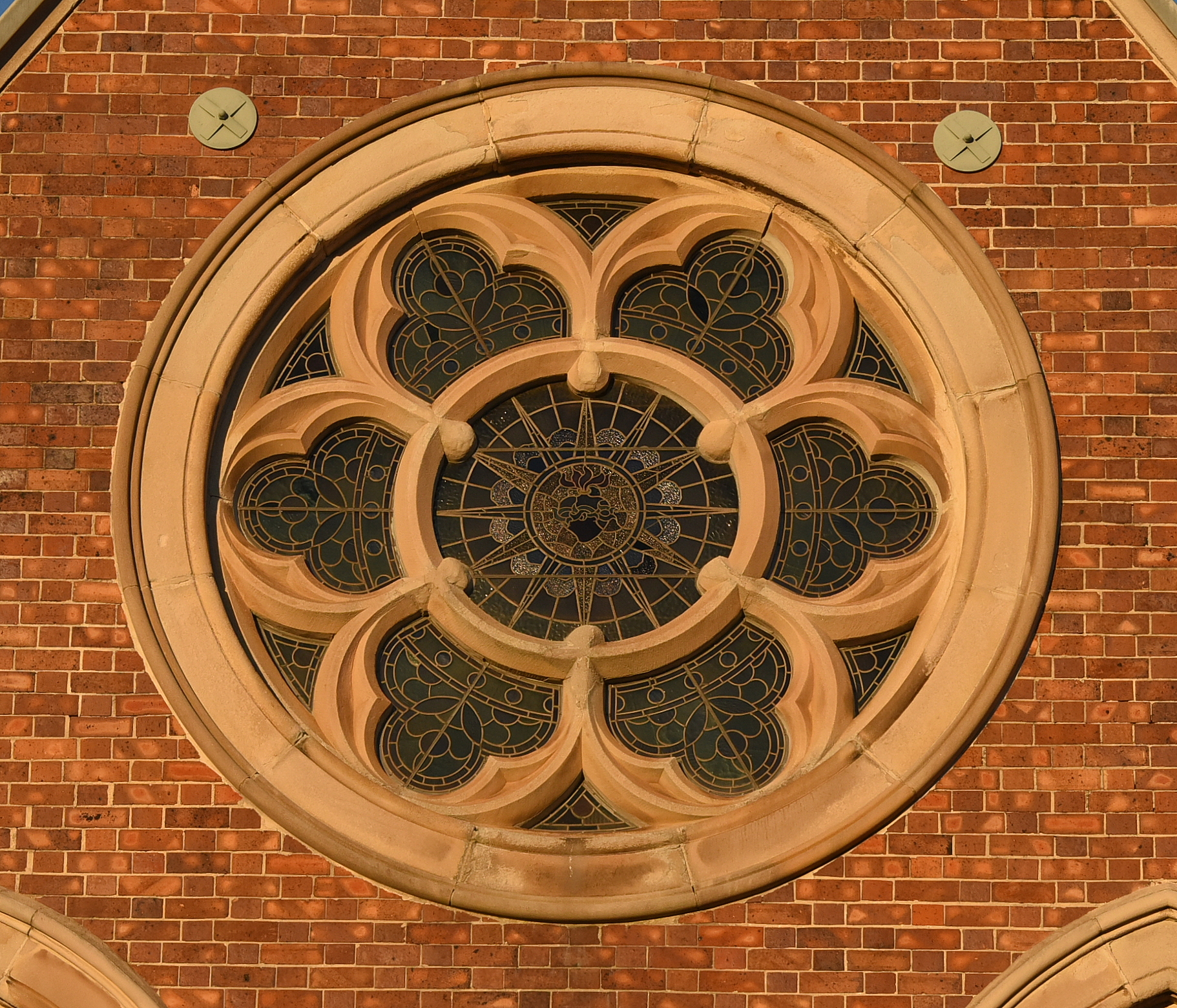
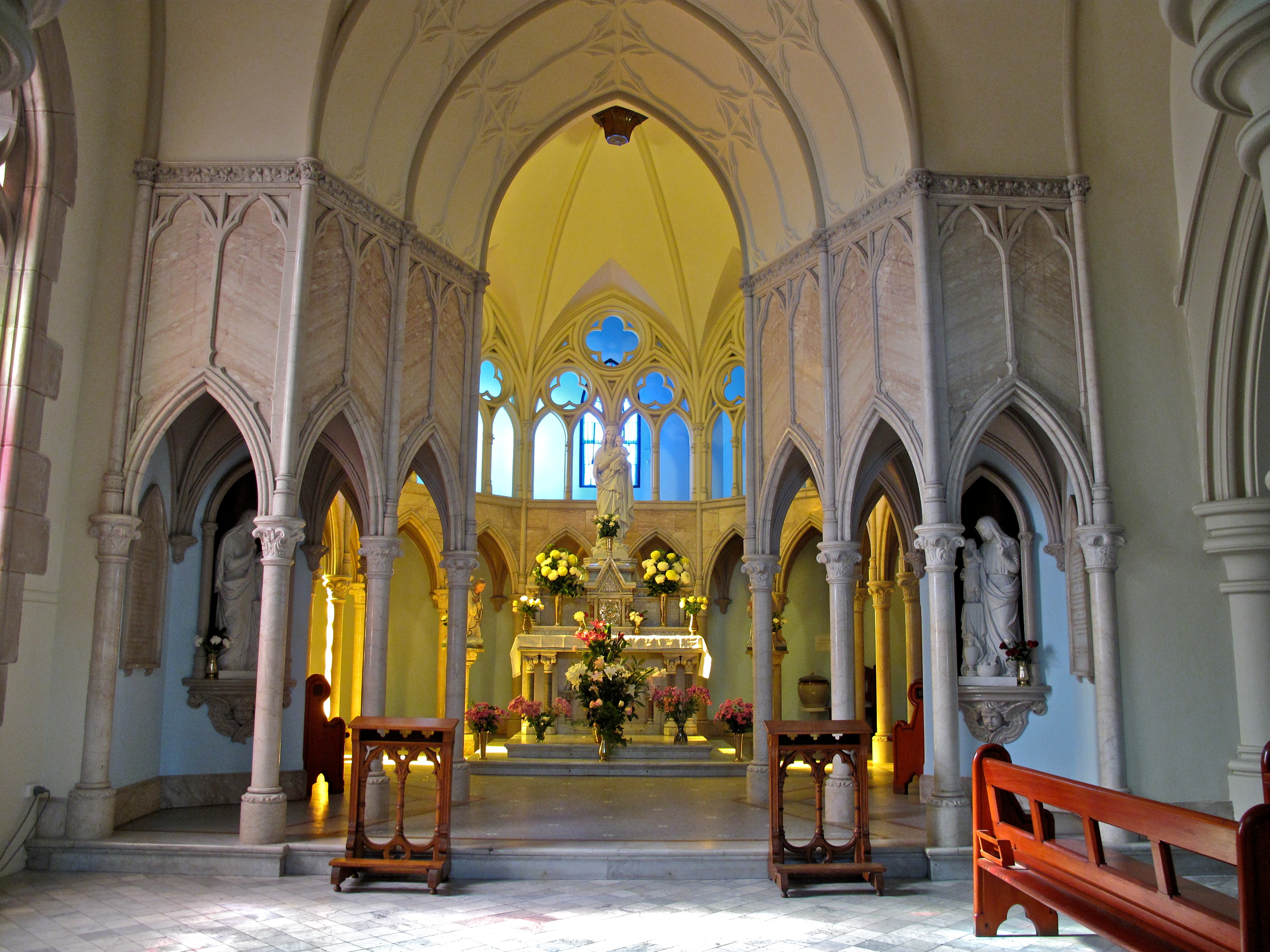
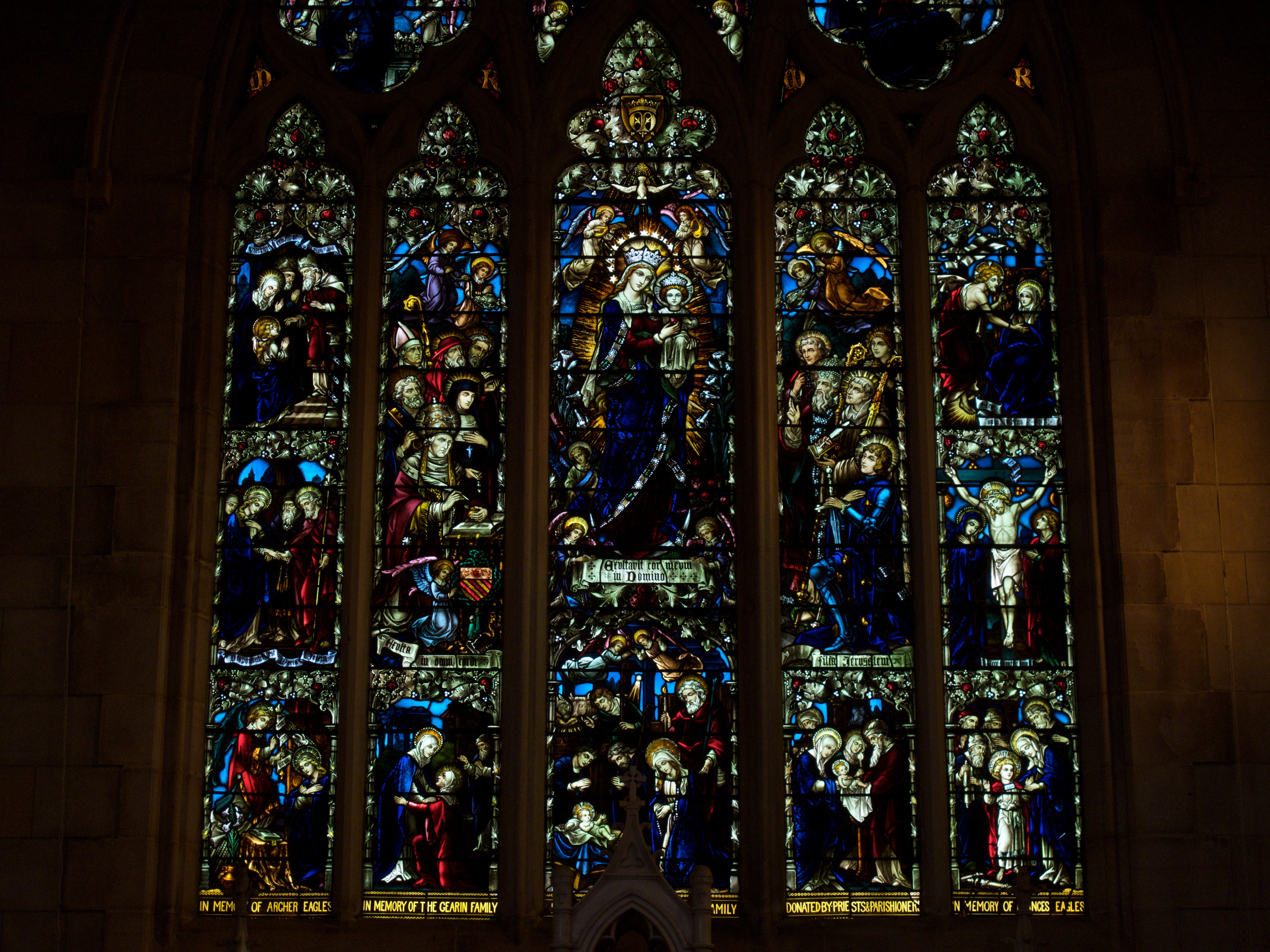
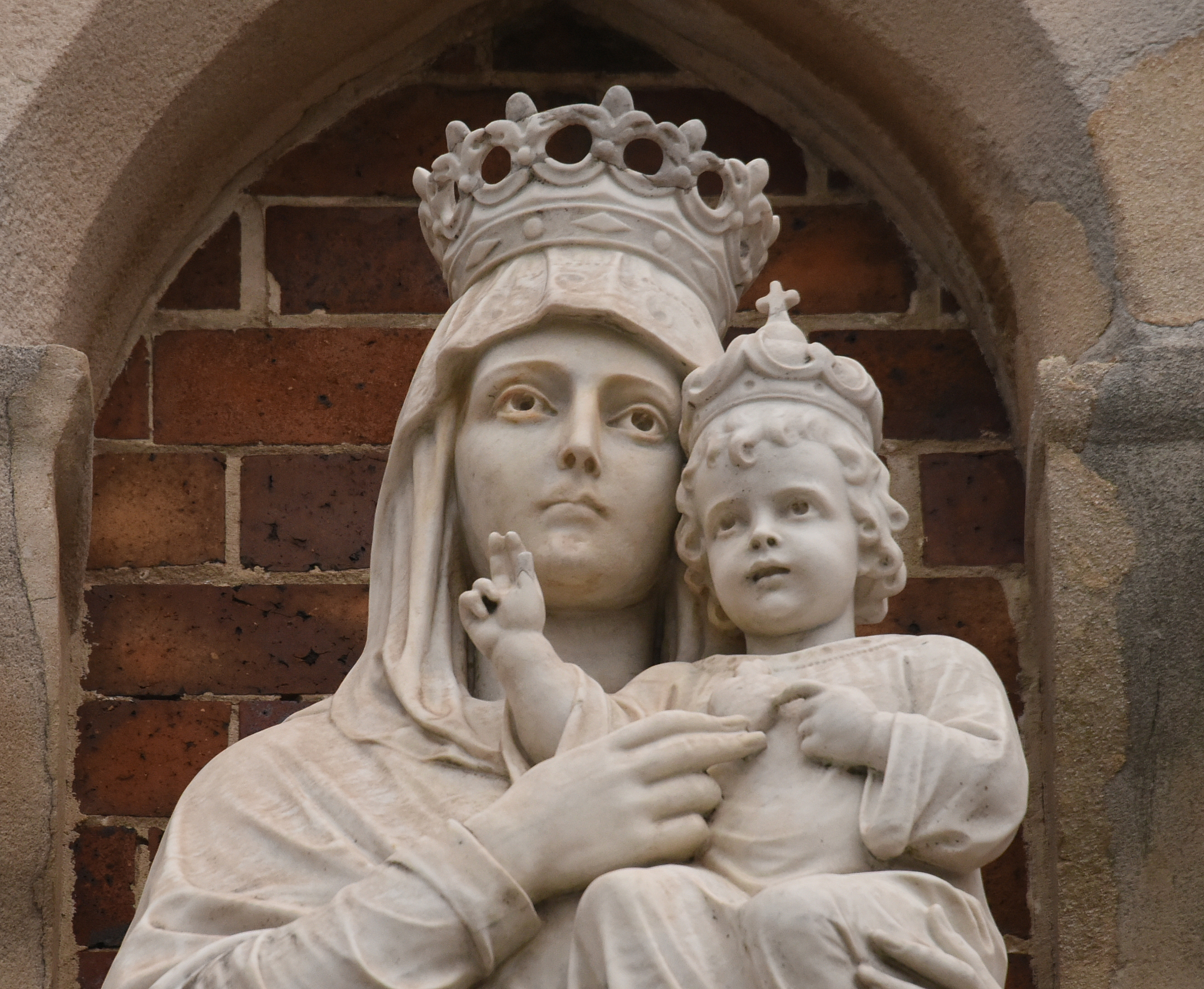
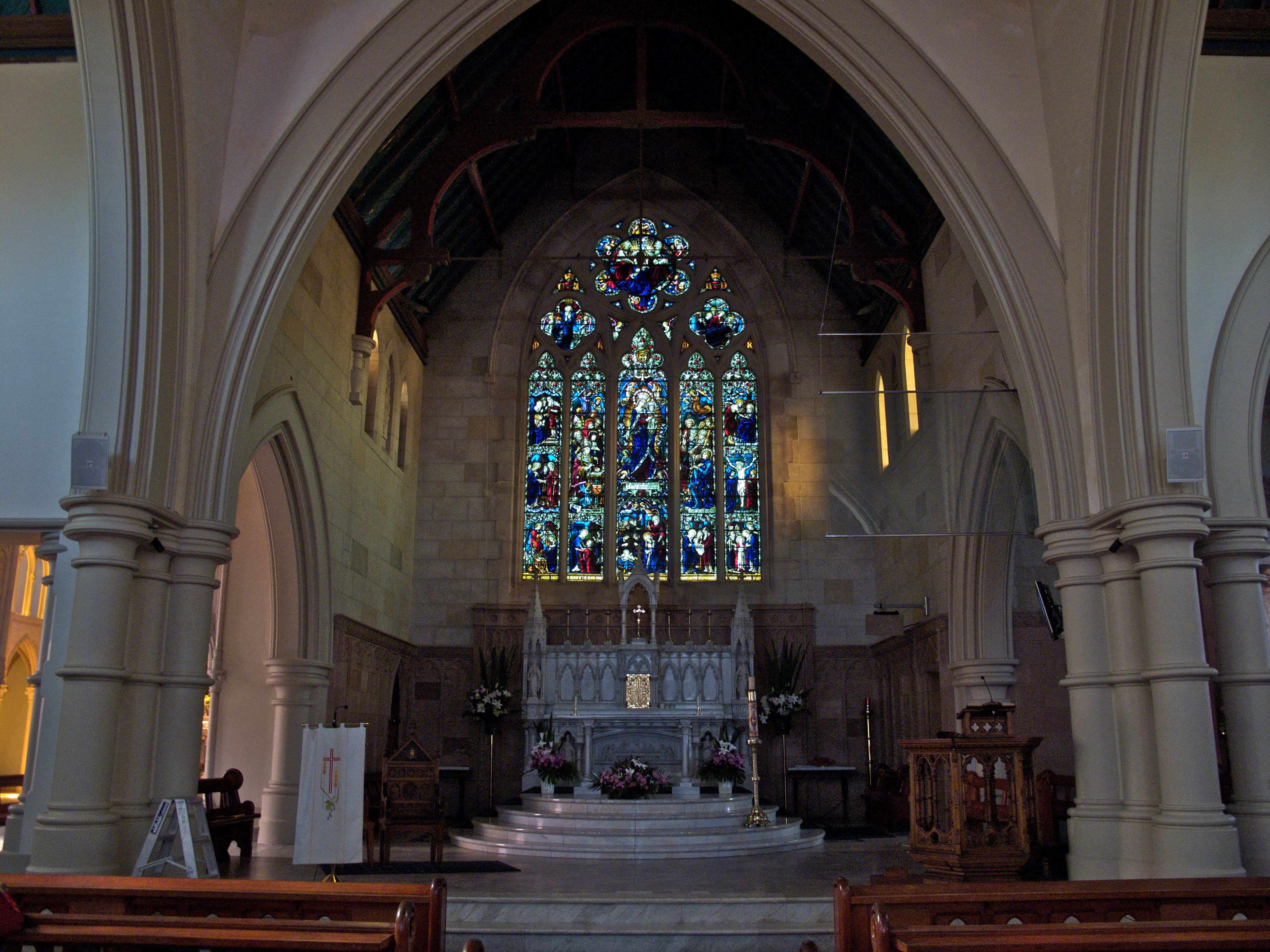